# Đài thiên văn Hoàng gia Greenwich

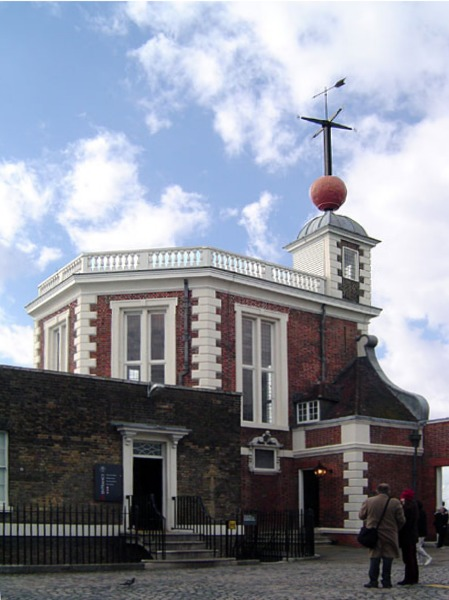
Đài thiên văn Hoàng gia Greenwich

Đài thiên văn Hoàng gia Greenwich là một đài thiên văn tại vùng Greenwich ở Luân Đôn, Anh.
Đài thiên văn này được xây dựng vào ngày 10 tháng 8 năm 1675, trong thời vua Charles II của vương quốc Anh . Cùng thời gian này, vua Charles II cũng đặt ra chức danh mới là Astronomer Royal (AR, hay "Nhà thiên văn Hoàng gia") với nhiệm vụ là "tính toán chi tiết sự chuyển động của các thiên thể, đo đạc vị trí của các ngôi sao trên thiên cầu và xác định chính xác các kinh tuyến nhằm phục vụ cho quá trình định hướng trong hàng hải". Người đầu tiên được bổ nhiệm chức danh AR là John Flamsteed. Tòa nhà đầu tiên được hoàn thành vào mùa hè năm 1676  và nó còn được gọi là "Nhà Flamsteed".
Kinh tuyến số 0 được chọn là đường kinh tuyến đi qua Đài thiên văn Hoàng gia Greenwich.

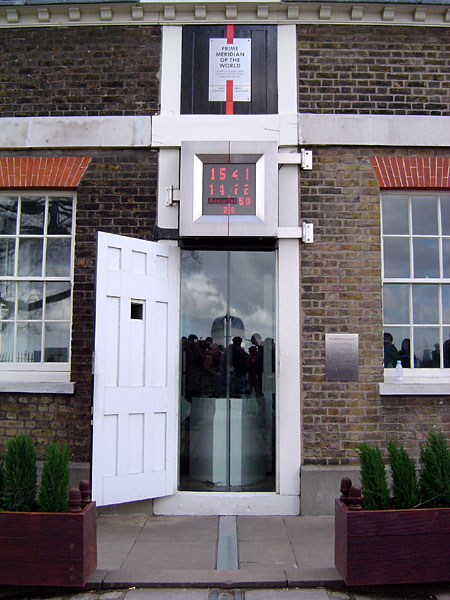
Vị trí kinh tuyến gốc tại Greenwich, England. Vị trí thật cách đó 102.5 meter về phía đông, sau khi chấp nhận WGS84